# Macroxiphus sumatranus
Macroxiphus sumatranus is een rechtvleugelig insect uit de familie sabelsprinkhanen (Tettigoniidae). De wetenschappelijke naam van deze soort is voor het eerst geldig gepubliceerd in 1842 door Wilhem de Haan.